# Allan Ramsay (költő)
Allan Ramsay (Leadhills, 1686. október 15. – 1758. január 7.) skót népi költő.

## Élete
Edinburghban egy parókakészítőnél inas volt, majd önálló üzletet nyitott, de azt már 1716-ban föladta és könyvkereskedő lett. Fő műve: The gentle shepherd (1725), pásztori színjáték skót tájszólásban, mely híven tükrözi népe jellemét és szokásait. 
Írt még dalokat, meséket, elbeszéléseket, meg ó-skót népdalokat: The tea-table miscellany (1724) és The evergreen (1725), melyekben az eredeti szövegen változtatott; költeményeit legjobban kiadta Chalmers (a költő életrajzával, újabb kiadás: Edinburgh, 1877); válogatott költeményei a Canterbury Poets (London, 1887) című vállalatban jelentek meg. 
Edinburghban 1865-ben szobrot emeltek Ramsay emlékének.